# Gerda Grepp
Gerda Grepp (Oslo, 26 de mayo de 1907 - ibídem, 29 de agosto de 1940) fue una periodista y traductora noruega considerada, junto con Lise Lindbæk, como las primeras mujeres noruegas corresponsales de guerra.Cubrió la Guerra Civil Española en los frentes de Madrid, Barcelona, Valencia, Málaga y Bilbao, hasta que enfermó de tuberculosis, enfermedad de la que murió ya en su país. 

## Biografía
Nacida Gerda Johanne Helland Grepp, fue hija del expresidente del Partido Laborista Noruego Kyrre Grepp y de la periodista Rachel Grepp. Aun muy joven se casó con Mario Pietro Mascarín, con quien al parecer tuvo tres hijos, antes de divorciarse de él y tomar la decisión de viajar a España en 1936, como corresponsal y fotógrafa del periódico del Partido Laborista noruego Arbeiderbladet en la Guerra Civil Española, fecha que la sitúa como primera mujer noruega del periodismo bélico. Tras desembarcar Barcelona en octubre de ese año, se trasladó a Madrid donde se integró en el grupo de intelectuales antifascistas participantes en el II Congreso Internacional de Escritores para la Defensa de la Cultura. En Madrid también coincidió con André Malraux y Ludwig Renn, con el que estuvo en el frente de Toledo. También colaboró con otros corresponsales noruegos en España, como Nordahl Grieg y Nini Gleditsch, para la instalación de proyectos sanitarios como el hospital sueco-noruego de Alcoy. Durante su estancia en Madrid mantuvo al parecer una relación sentimental con el periodista Louis Fischer, amigo de Negrín y en abierto desacuerdo con la gestión de ocultación de datos propuesta por el comisario de Moscú Mijaíl Koltsov.
Tras el anuncio por el alto mando republicano en Valencia de la ofensiva de Málaga, Gerda salió el 26 de enero de 1937 para la capital andaluza junto con Arthur Koestler, corresponsal del periódico británico News Chronicle. En Málaga se alojaron en el hotel Caleta Palace, próximo al Limonar donde estaba la villa de Sir Peter Chalmers-Mitchell, zoólogo británico con quien establecieron amistad. Visitaron los frentes al norte (Alfarnate) y oeste (Marbella) con muy malas impresiones sobre la capacidad defensiva de Málaga, lo que le llevó a la decisión de abandonar la ciudad, además de confirmar la condición de agente de Komitern que Koestler ocultaba bajo su perfil de corresponsal. Tras rechazar Koestler el coche oficial que se les proporcionó, la periodista noruega saldría de la ciudad el 6 de febrero, poco antes de que fuera arrasada por las tropas italianas aliadas del ejército sublevado, siendo Koestler arrestado en la casa de Chalmers-Mitchell por Luis Antonio Bolín, llevado a la prisión de Sevilla y posteriormente canjeado.
En el camino de salida Gerda Grepp coincidió con la llamada Desbandá, la huida de miles de refugiados de Málaga hacia Almería, la única salida de la ciudad ante el avance del ejército sublevado. En Murcia y luego en Valencia dio cuenta -entre otros Ludwig Renn- de lo que había vivido en Málaga, y de las fotografías que había hecho tanto de milicianos como de gente corriente y los refugiados.
En mayo de 1937, Gerda Grepp se trasladó al frente norte donde pasaría varias semanas visitó las líneas defensivas del Ejército Vasco Republicano, el llamado ‘Cinturón de Hierro’, y presenciando la batalla de Bilbao. Enferma de tuberculosis, tuvo que abandonar la zona de guerra y regresar a Noruega. Murió a los 33 años de edad, como consecuencia de esa enfermedad, en la Noruega ocupada por los alemanes el 29 de agosto de 1940. Fue enterrada en el cementerio de Vestre Gravlund, en Oslo.

En 2024 se publicó en español, En el frente. Gerda Grepp en la Guerra Civil España, biografía escrita en 1994, por la noruega Vislie Elisabeth.